# Gorjanski
Gorjanski (lat. de Gara, mađ. Garai), hrvatska velikaška obitelj podrijetlom iz mađarskog roda Dorozsma (Duružmić), de genere Drusma. Bili su vlasnici posjeda i utvrde Gorjani po kojem su dobili ime.

## Povijest
Obitelj Gorjanski došla je u posjed sela Gorjana, u Vukovskoj županiji, 1269. godine kada ga je herceg Bela darovao županu Ivanu i njegovu sinu Stjepanu I. Utemeljitelj banskog ogranka obitelji bio je Pavao (14. st.), mačvanski ban i župan u Vukovskoj, Srijemskoj i Bodroškoj županiji.
Najistaknutiji član obitelji bio je Nikola I., mačvanski ban (1354. – 1375.) i ugarski palatin (1375. – 1386.) koji je u vrijeme protudvorskog pokreta bio pristaša kraljica Elizabete i Marije. Godine 1386. pobunjenici pod vodstvom braće Horvat i Ivana Paližne napali su kraljice i Nikolu kod Gorjana. Tom prilikom poginuo je palatin Nikola, a kraljice su zarobljene.
Nikolin sin Nikola II. († iza 1433.) imenovan je 1394. godine hrvatsko-dalmatinskim, a 1397. slavonskim banom, ugušio je otpor braće Horvata te je u razdoblju 1401. – 1433. obnašao dužnost palatina. Nikolin sin, Ladislav II. († 1459.) držao je čast palatina 1448. – 1458. Nakon smrti kralja Ladislava V. Posmrtnog pokušao je bezuspješno prisvojiti kraljevsku krunu. Smrću Joba Gorjanskog 1481. godine ugasila se loza Gorjanskih.